# Faïza Tsabet
Faïza Tsabet (in arabo فايزة تسابت‎?; Chlef, 22 marzo 1985) è un'ex pallavolista algerina.
Giocava nel ruolo di schiacciatrice nel Nedjmet Chlef.

## Carriera
La carriera di Faïza Tsabet comincia in giovane età, esordendo nel campionato algerino, con la squadra della sua città, il GS Chlef dove resta per otto stagioni, vincendo anche uno scudetto ed una coppa nazionale. Nel 2001 ottiene la prima convocazione nella nazionale algerina.
Nella stagione 2006-07 viene ingaggiata dall'Istres Ouest Provence Volley-Ball, squadra militante nella Pro A francese: con il club transalpino resta fino al 2009, senza ottenere risultati sorprendenti, eccetto una partecipazione alla Challenge Cup 2008-09. Con la nazionale invece raggiunge importati traguardi: dopo l'argento al campionato africano 2007, dove viene premiata anche come miglior attaccante, partecipa alle Olimpiadi di Pechino nel 2008, chiuse all'ultimo posto e vince la prima medaglia d'oro per la sua nazionale al campionato africano 2009.
Dopo una stagione di inattività, nel 2010, si trasferisce in Spagna, nel Club Voleibol Tenerife; nel 2011, con la nazionale, vince la medaglia d'oro ai X Giochi panafricani. Nella stagione 2011-12 torna in Algeria, nel Nedjmet Chlef.

## Palmarès

### Club
- Campionato algerino: 1

2005-06
- Coppa d'Algeria: 1

2004-05

### Nazionale (competizioni minori)
- Giochi panafricani 2011
- Giochi panarabi 2011

### Premi individuali
- 2007 - Campionato africano 2007: Miglior attaccante